# Philips SAA 1099
El Philips SAA 1099 es un chip de sonido con capacidad de 6 generadores de frecuencia (voces), 8 octavas por voz y 256 tonos por octava. Tiene dos generadores de ruido blanco, seis mezcladores de sonido y frecuencias, doce controles de amplitud, dos controles de envolvente y dos salidas (estéreo) de seis canales, pudiendo controlarse cada salida independientemente. Se presenta en un encapsulado DIP de 18 pines.
Requiere una alimentación de 5 V DC a 70 mA (pin 18), con una corriente de referencia de 250 microAmperios (pin 6), presentando un consumo de 500 mWatios. Funciona a temperaturas entre 0 y 70 grados Celsius. Puede operar con un reloj externo a 8 MHz.
Fue utilizado en numerosos dispositivos en la década de los 80, entre los que podemos citar
- El ordenador doméstico SAM Coupé
- Un desarrollo checo para dotar al Sinclair ZX Spectrum de sonido compatible con el SAM Coupé
- La tarjeta de sonido Creative Music System (C/MS) de Creative Labs, también comercializada por RadioShack como la Game Blaster. Incorporaba 2 chips para ofrecer 12 voces.
- La tarjeta de sonido Sound Blaster 1.0 (y algunas 1.5). Estaba presente para ofrecer compatibilidad con la Game Blaster. Pero la presencia del Yamaha YM3812), lo relegó a un segundo plano, siendo eliminado en posteriores versiones.
- Un simulador de vuelo por hardware de la Universidad de Sheffield utiliza 8 chips para reproducir los efectos sonoros del avión (flaps, pistones, turbo, ruido del carburante...)